# Eva Piršelová
Eva Piršelová, coniugata Šefčíková (Hlohovec, 23 giugno 1951), è un'ex cestista cecoslovacca.

## Carriera
Con la Cecoslovacchia ha disputato i Campionati europei del 1978, vincendo la medaglia di bronzo.